# Notatki o strojach i miastach
Notatki o strojach i miastach (niem. Aufzeichnungen zu Kleidern und Städten) – niemiecko-francuski film dokumentalny z 1989 roku w reżyserii Wima Wendersa. 
Powstał na zlecenie paryskiego Centrum Pompidou, które zaproponowało reżyserowi stworzenie filmu podejmującego temat mody. Początkowo niezainteresowany, Wenders zdecydował się jednak podjąć zlecenia i poszukać analogii pomiędzy tworzeniem filmów i tworzeniem ubrań. Na bohatera dokumentu wybrał japońskiego projektanta Yōji Yamamoto, którego ubrania zrobiły na nim duże wrażenie – po założeniu kurtki i koszuli Yamamoto reżyser czuł się sobą, przypominały mu one też dzieciństwo. Film dokumentuje pracę Yamamoto w Paryżu i Tokio, zawiera też szereg rozważań reżysera na temat natury mody, miast i filmu.
Notatki o strojach i miastach trwają 79 minut, muzykę do filmu napisał Laurent Petitgand.